# Gazeta Bieszczadzka
Gazeta Bieszczadzka – regionalny dwutygodnik samorządowy związany z Bieszczadami, wydawany w Ustrzykach Dolnych.
Powstał na początku lat dziewięćdziesiątych jako niezależny dwutygodnik regionalny wydawany przez Ustrzycki Dom Kultury. Pierwszy numer ukazał się 12 lutego 1991. Redaktorami naczelnymi byli: Jan Bajorek, Krzysztof Potaczała, Tadeusz Szewczyk. Na łamach pisma publikowali: A.Leń, Bogdan Augustyn, Maciej Augustyn, A.Szczerbicki, Janusz Gołda. Andrzej Potocki, Marek Pomykała, Edward Zając.
Czasopismo stowarzyszone w Polskim Stowarzyszeniu Prasy Lokalnej. Do lutego 2015 red. naczelnym był Tadeusz Szewczyk.
W 1996 Gazeta Bieszczadzka została uznana najlepszym pismem lokalnym w Polsce.
Z końcem lipca 2015 został uruchomiony serwis internetowy Gazety Bieszczadzkiej bieszczadzka24.pl.